# Обор
Обор или Омбар (грч. Αραβησσός, Арависос) је насељено место у општини Пела у периферији Средишња Македонија, Грчка. Према попису из 2021. године било је 1.170 становника.
Према бугарском географу и историчару, Василу Канчову, у Обору је 1900. године живео 21 Словен хришћанин. Током Првог светског рата у Обор су се доселили Аромуни из Големе Ливаде. Село је 1920. године имало 111 становника, од којих су већина били Аромуни. Године 1924. насељен је већи број караманлијских породица, укупно 1.178 особа. На попису из 1928. године у Обору је живело 1.207 становника.